# Municipio de Chanal
El municipio de Chanal es uno de los 124 municipios que componen el estado mexicano de Chiapas. Su cabecera es la localidad del mismo nombre.

## Toponimia
El nombre «Chanal» proviene de la expresión indígena que se traduce como "sabio que enseña".

## Historia
Los frailes dominicos le pusieron San Pedro Chanal. El 1 de diciembre de 1882, aparece como municipio del Departamento de Chilón. En 1900, el municipio es citado como perteneciente al Departamento de Las Casas; posteriormente, es descendido a la categoría de agencia municipal. El 10 de febrero de 1934, recobra su antigua categoría de municipio libre. El 15 de febrero de 1935, vuelve a ser descendido a agencia municipal; posteriormente, el 8 de mayo del mismo año, se le restituye la categoría de municipio libre. El 1 de enero de 1994, Chanal fue tomada por el Ejército Zapatista de Liberación Nacional, hasta su retirada cinco días después debido a la llegada del Ejército Mexicano quien finalmente libera la ciudad.

## Geografía
Tiene una superficie aproximada de 406 km² e integra la región socioeconómica V Altos Tsotsil Tseltal.

Sus coordenadas geográficas extremas son 92°23'15.36" W - 92°01'09.12" W de longitud oeste y 16°29'36.24" N - 16°42'57.60" N de latitud norte.
Limita al este con el municipio de Las Margaritas, al noreste con el municipio de Altamirano, al norte con el municipio de Oxchuc, al oeste con el municipio de Huixtán, al sur con el municipio de Comitán de Domínguez y al suroeste con los municipios de Amatenango del Valle y San Cristóbal de las Casas.
Según la clasificación climática de Köppen, el clima corresponde al tipo Cwb - Templado con invierno seco (verano suave).

### Hidrografía
El único curso de agua considerable es el río Tzaconejá que limita al municipio por el norte, y en general las corrientes de agua son subterráneas dada la naturaleza calcárea del suelo.

### Flora y fauna
Predomina el bosque de pino y encino que representa la vegetación original y la fauna está compuesta por una gran variedad de especies siendo las más importantes las siguientes: ciprés, pino, romerillo, sabino manzanilla y roble.
La fauna silvestre incluye numerosas especies entre las que se encuentran culebra ocotera, nauyaca de frío, gavilán golondrino, picamadero ocotero, ardilla voladora, jabalí, murciélago, venado de campo y zorrillo espalda blanca.

### Geomorfología
El municipio está constituido geológicamente por terrenos del cretácico inferior y superior y del terciario mioceno. Los tipos de suelo predominantes son: luvisol y acrisol, su uso principalmente es acrisol y agrícola con gran parte de bosque correspondiendo la mayor parte del territorio municipal a terrenos ejidales con algunas propiedades privadas y algunas comunales.

## Atractivos turísticos y culturales

### Monumentos Históricos
La Iglesia colonial principal construida a finales de 1800 y el palacio municipal construido en 1934.

### Tradiciones
Celebraciones más importantes son, la de la Virgen de la Candelaria, San Pedro Mártir, San Antonio, fiesta de medio año y San Juan Bautista.

### Artesanías
Se elaboran instrumentos musicales, vasijas de barro y ropa así como artículos de palma y de madera.

### Gastronomía
Tamales y chile molido aso como el juch-bilich.

### Centros Turísticos
Existen bosques, ruinas y grutas no muy conocidas por la falta de vías de comunicación.

## Demografía
De acuerdo a los resultados del Censo de Población y Vivienda de 2020 realizado por el Instituto Nacional de Estadística y Geografía, la población total del municipio es de 13 678 habitantes, lo que representa un crecimiento promedio de 2.4% anual en el período 2010-2020 sobre la base de los 10 817 habitantes registrados en el censo anterior. Al año 2020 la densidad del municipio era de 33,63 hab/km².
| Gráfica de evolución demográfica de Municipio de Chanal entre 2000 y 2020 |
|                                                                           |
| Fuente: Instituto Nacional de Estadística Geografía e Informática         |

El 49.2% de los habitantes eran hombres y el 50.8% eran mujeres. El 77.6% de los habitantes mayores de 15 años (5481 personas) estaba alfabetizado. Prácticamente la totalidad de la población, (13 611 personas), es indígena.
En el año 2010 estaba clasificado como un municipio de grado muy alto de vulnerabilidad social, con el 69.05% de su población en estado de pobreza extrema. Según los datos obtenidos en el censo de 2020, la situación de pobreza extrema afectaba al 68% de la población (9388 personas).

### Localidades
En el censo de 2020 el municipio de Chanal contaba con 19 localidades.
| Código INEGI      | Localidad         | Población (2020) |
| ----------------- | ----------------- | ---------------- |
| 070240001         | Chanal            | 9 533            |
| 070240008         | Siberia           | 1 261            |
| Otras localidades | Otras localidades | 2 884            |
| Total municipal   | Total municipal   | 13 678           |

## Salud y educación
En 2010 el municipio tenía un total de 4 unidades de atención de la salud, con 7 personas como personal médico. Existían 25 escuelas de nivel preescolar, 23 primarias, 3 secundarias, 1 bachillerato y 20 escuelas primarias indígenas.

## Actividades económicas
Las principales actividades económicas del municipio son el comercio minorista, la elaboración de productos manufacturados y la prestación de servicios generales no gubernamentales.